# Desastre d'Oroquieta
El Desastre d'Oroquieta és la victòria assolida pel general Moriones sobre les tropes de Carles VII de Borbó en la Tercera guerra carlina, el 4 de maig del 1872.
El duc de la Torre, encarregat de la direcció de l'exèrcit del Nord l'abril de 1872, confià el comandament de la columna, que havia de maniobrar en l'extrema esquerra del teatre d'operacions, al general Domingo Moriones, el qual, marxant a l'encontre dels carlins capitanejats per Carasa, s'assabentà el 2 de maig, en arribar vers Etxarri-Aranatz practicant un reconeixement, que aquell cap es trobava als voltants de Madoz i Astiz, ocupant posicions molt avantatjades. En vista d'això pernoctà a Lekunberri, des d'on cobria perfectament l'esquerra de l'exèrcit i estava en condicions de perseguir l'enemic anant al seu abast. El dia 3 va saber que Carasa esperava passar de Saldias a Ezcurra, i, cobrint sempre l'esquerra, anà a ocupar aquest últim poble, retrocedint el general carlí vers Aranaz en assabentar-se del moviment del seu enemic.
Assabentat Moriones que Carles havia entrat a Espanya per Vera, el 2 de maig, comprengué que Carasa tractaria d'unir-se als seus, al cap del qual si trobava Carles, per internar-se tots a Navarra, i en comptes de marxar vers Zubieta per Saldias, com havia pensat, s'aturà a Eratsun, rebent confidències segures vers la ubicació d'en Carles. El 4 de maig arribà a Labaien a les poques hores d'haver sortit en Carles camí de Santesteban, vers on també es dirigia Carasa, sumant entre ambdues partides uns 3.000 homes, tots armats. Sense parar-se a Moriones cap a Urroz. Allà va saber que els carlistes no es trobaven a Santesteban, sinó a Oroquieta, arribant a la vista d'aquest poble a les sis de la tarda del mateix dia 4, després de passar per aspres i pendents de camins ramaders, travessar espesses fagedes i salvar el congost al final del qual es troba el caseriu, més que un poble, d'Oroquieta.
Tan aliens es trobaven els carlins, soldats i mossos que acudien al clam de Carles, de l'apropament de Moriones, que ni tan sols havia col·locat llocs avançats que impedissin qualsevol sorpresa, i aquest oblit de les més elementals nocions de l'art militar, unit a la rapidesa amb què operà Moriones, feu que el desastre dels carlistes fos complet. La presència de les tres columnes d'atac del general Moriones produí un gran pànic i confusió entre les forces carlines, que, apressadament, tractaren d'organitzar-se. Després d'un intent de resistència per part d'un petit grup comandat per un sergent, que s'avançà a l'encontre dels liberals, totes les forces carlistes es refugiaren en el caseriu. Moriones feu avançar l'artilleria, i al tercer tret Carles, acompanyat d'un reduït seguici, abandonà el poble en precipitada fuga cap a Ilarregui.
Les forces carlines resistiren inicialment, obligant Moriones a atacar dues vegades per aconseguir la victòria, que fou completa, perquè els carlins escaparen desordenadament envers els turons d'Ilarregui i Alcoz, deixant 38 morts i 749 presoners en el camp. Carles, no només abandonà precipitadament Oroquieta als primers trets, sinó que, per camins dolents, entrà a França l'endemà.
Aquesta acció va tenir gran importància, perquè desmoralitzà els carlins i inicià el fracàs de la seva causa a Navarra.